# Церковь Георгия Победоносца (Долгопрудный)
Церковь Георгия Победоносца — храм Русской православной церкви, расположенный в городе Долгопрудный Московской области.
Адрес: Московская область, город Долгопрудный, микрорайон Лихачёво, Лихачёвское шоссе, 85А.

## История

### Старая церковь
Первое документальное свидетельство о храме святого Георгия относится XVI веку, когда село Гнилуши (Старбеево или Тарбеево) на берегу речки Гнилуши, принадлежало окольничему князю Петру Ивановичу Татеву. По Писцовым книгам 1573 года известно, что в селе стояла небольшая деревянная церковь «страстотерпца Егория, а в ней образа, и свечи, и книги, и на колокольнице колокола».
Село переходило из рук в руки разным владельцам и в 1729 году вместе с поместьем было продано княжне Александре Григорьевне Салтыковой (жена Василия Фёдоровича Салтыкова), дочери князя Григория Федоровича Долгорукова, сподвижника Петра I. В 1762 году Салтыкова продала село Тарбеево родному племяннику — Александру Алексеевичу Долгорукову. На тот момент церковь во имя Великомученика Георгия была деревянная, но очень ветхая. С годами её состояние ещё ухудшилось, и в 1770-е годы князь Александр Алексеевич Долгоруков подал прошение о переносе пришедшей в ветхость церкви на новое место. Вскоре храм был перенесен на погост и заново отстроен, в том числе из части сохранившихся брёвен старого здания. Освящение нового деревянного храма состоялось 15 декабря (по старому стилю; 26 декабря по новому стилю с учётом разницы между старым и новым стилями на тот момент) 1774 года.
В 1784 году село и имение перешли во владение к детям князя А. А. Долгорукова. В Отечественную войну 1812 года, во время вторжения французов, были сожжены рукописи и летописи об истории храма. По состоянию на 1838 года Клировые ведомости церквей Московского уезда писали, что «церковь святого Георгия, будучи деревянной, за время своего существования, снова стала ветхой, утварь её скудна, причт отсутствует».

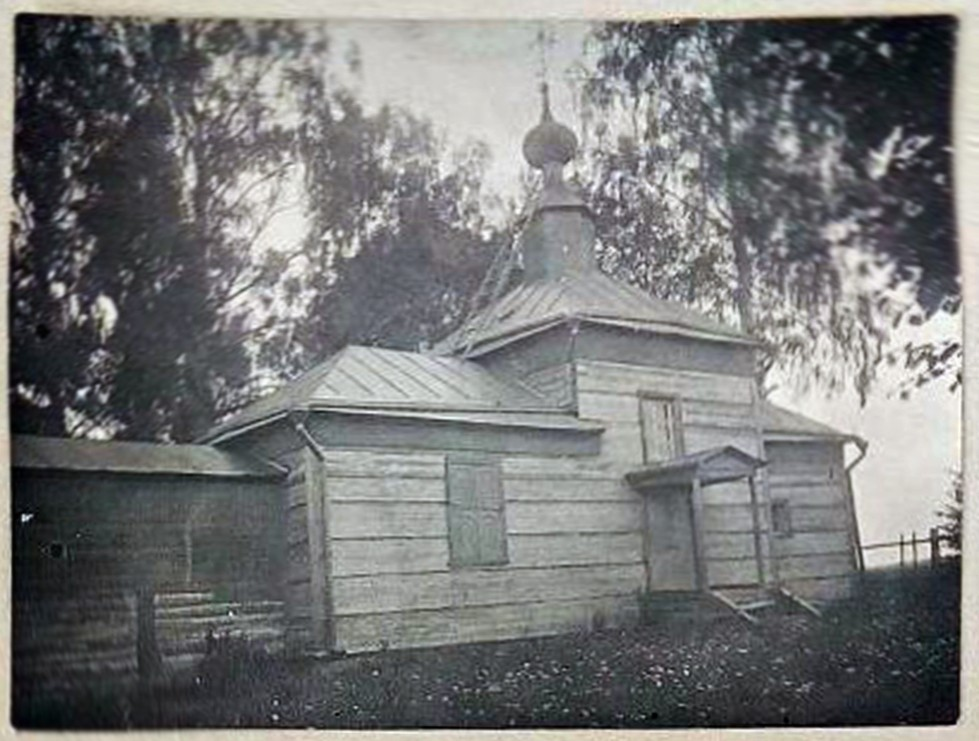
Храм в 1925 году

Поставленная на кирпичном цоколе, церковь Георгия Победоносца состояла из невысокого четверика, завершенного четырёхскатной железной кровлей, над которой возвышался обшитый железом восьмигранный барабан с луковичной главой и металлическим ажурным крестом. Церковь имела три входа с крыльцами, отапливалась русской печью, сложенной в притворе. За притвором находилась трапезная; иконостас с золочеными резными накладками в виде гирлянд и венков состоял из старинных икон, располагавшихся в три ряда. К северо-западу от храма находилась небольшая звонница на массивных каменных столбах с низкой шатровой крышей, луковичной главкой и деревянным крестом.
Пережив Октябрьскую революцию, даже в годы советского гонения на церковь, Георгиевский храм продолжал служить верующим, не прекращая свои богослужения. Однако, отреставрированная в очередной раз, она была закрыта согласно резолюции Мытищинского райсовета № 21\3 от 11 июля 1961 года. В 1974 году разрушающаяся Георгиевская церковь была взята под охрану государства как памятник деревянного зодчества. Предлагались варианты её переноса в центр города Долгопрудного. Но Главное управление охраны, реставрации и использования памятников истории и культуры РСФСР письмом от 06.02.87 г. № 17/25/08, рассмотрев вопрос переноса церкви, сообщило о целесообразности её сохранения в исторической среде.

### Новая церковь
Только в 1988 году храм был возвращен верующим, и 5 ноября 1988 года состоялось первое богослужение. Но в 1989 году начались работы по разбору старого здания и строительству нового, а также сооружение причта с храмом Святой Троицы (архитектор — В. В. Овчинникова). К 1994 году церковь Георгия Победоносца была полностью перестроена. В 1998—1999 годах заново была отстроена колокольня.
Настоятель нового храма: протоиерей Александр Викторович Суворкин.